# Circ de Gavarnia

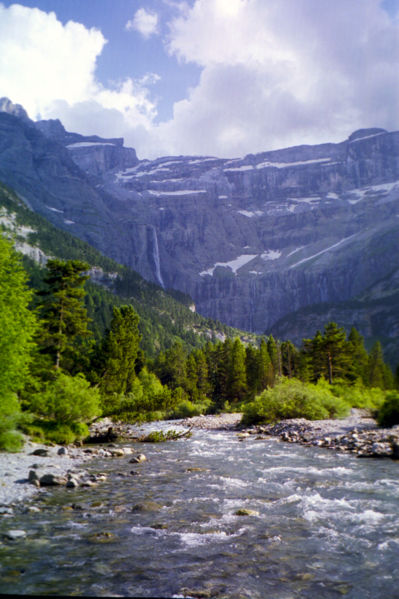
Circ de Gavarnia

El circ de Gavarnia (en occità: circ de Gavarnia, en francès: cirque de Gavarnie) forma part del massís de mont Perdut, que va ser declarat el 1997 Patrimoni de la Humanitat per la UNESCO. La cascada de Gavarnia és una de les més altes d'Europa, amb més de 400 m de caiguda vertical. El circ de Gavarnia està situat als Pirineus, al comú de Gavarnia (Gascunya), dins del Parc Nacional dels Pirineus.
D'un diàmetre de sis quilòmetres, aquesta muralla rocosa, meravella de la natura, és un dels llocs més visitats de tots els Pirineus. El terreny calcari, gris, ocre o rosa, ha estat retorçat i elevat fins a més de 3.000 m d'altitud.
La paret arriba a 1.500 m d'altitud des del fons de la vall fins a alguns dels cims més alts del Pirineus, com el pic Gran Astazu, el pic de Marboré, la torre de Marboré, el pic Casc de Marboré i el pic Taillón. La bretxa de Rotllan és una curiositat geològica, una porta en la cresta rocosa, accessible des del port de Bujaruelo, al qual s'arriba fàcilment per l'estació d'esquí de Gavarnia-Gèdra.

## Referències

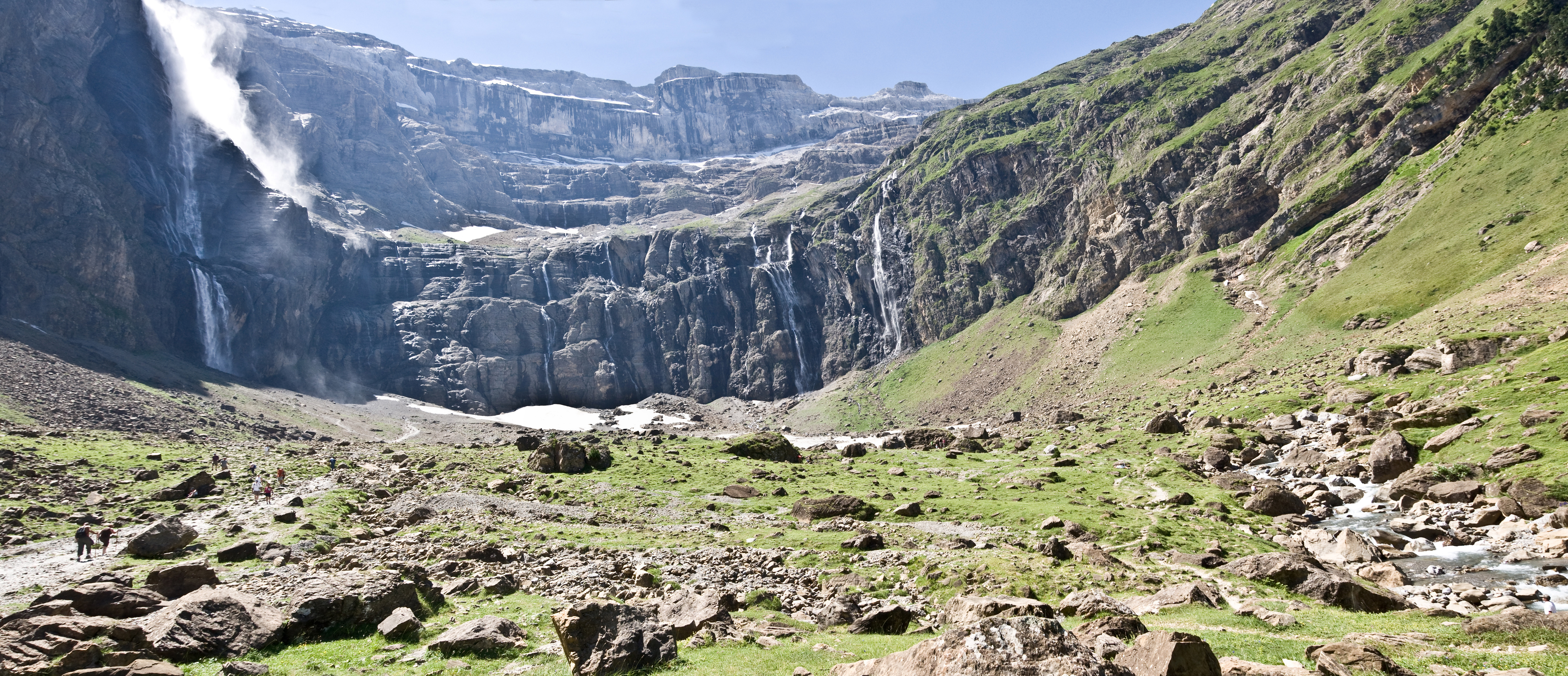
Circ de Gavarnia